# Saint-Eutrope (Charente)
Saint-Eutrope ist eine Ortschaft und eine Commune déléguée in der französischen Gemeinde Montmoreau mit 168 Einwohnern (Stand: 1. Januar 2018) im Département Charente in der Region Nouvelle-Aquitaine. 
Sie wurde am 1. Januar 2017 mit Aignes-et-Puypéroux, Montmoreau-Saint-Cybard, Saint-Amant-de-Montmoreau und Saint-Laurent-de-Belzagot zur Commune nouvelle Montmoreau zusammengeschlossen. Die Gemeinde Saint-Eutrope gehörte zum Arrondissement Angoulême und zum Kanton Tude-et-Lavalette.

## Geographie
Saint-Eutrope liegt etwa 23 Kilometer südsüdwestlich von Angoulême.

## Bevölkerungsentwicklung
| Jahr                       | 1962 | 1968 | 1975 | 1982 | 1990 | 1999 | 2006 | 2013 | 2018 |
| Einwohner                  | 157  | 137  | 164  | 164  | 192  | 169  | 157  | 176  | 168  |
| Quellen: Cassini und INSEE |      |      |      |      |      |      |      |      |      |

## Sehenswürdigkeiten
- Kirche Saint-Eutrope, Glocke seit 2004 Monument historique

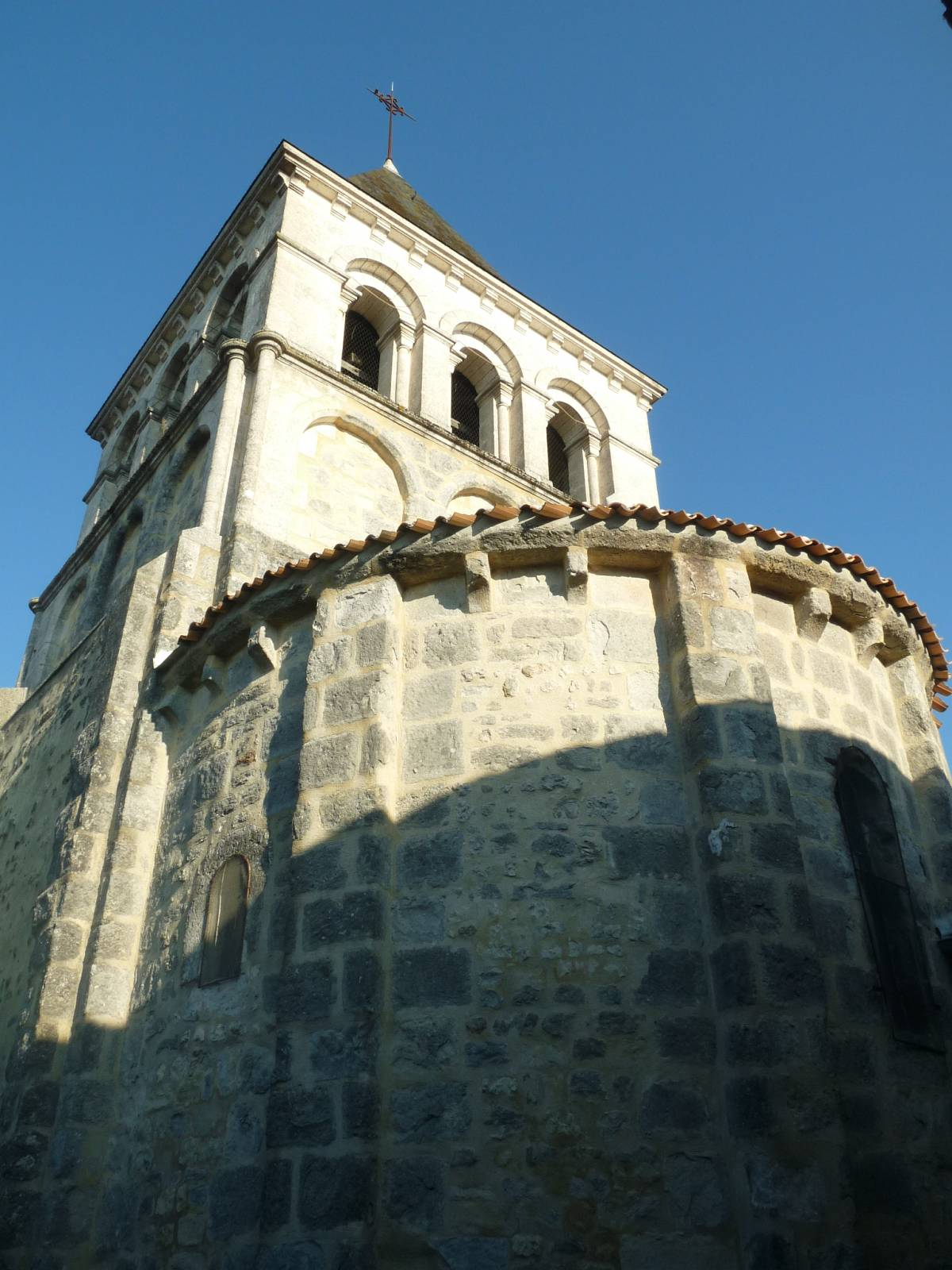
Kirche Saint-Eutrope